# Pithecia mittermeieri
Pithecia mittermeieri és una espècie de primat del grup dels micos del Nou Món oriünda de l'oest de la conca de l'Amazones, al sud del riu Amazones i entre el riu Madeira i el riu Tapajós. Té una llargada de cap a gropa de 35–46 cm i una cua de 41–49 cm. Fou descrita el 2014 en el marc d'una revisió de la taxonomia dels saquis. Les mans i els peus estan coberts de pèls blancs i curts. L'espècie fou anomenada en honor de l'antropòleg i primatòleg estatunidenc Russell Alan Mittermeier.